# Cybaeina
Genre
Cybaeina est un genre d'araignées aranéomorphes de la famille des Cybaeidae.

## Distribution
Les espèces de ce genre se rencontrent aux États-Unis au Washington et en Oregon, au Canada en Colombie-Britannique et en Corée du Sud,.

## Liste des espèces
Selon World Spider Catalog (version 25.5, 29/12/2024) :
- Cybaeina confusa Chamberlin & Ivie, 1942
- Cybaeina dixoni Bennett, 2023
- Cybaeina minuta (Banks, 1906)
- Cybaeina whanseunensis (Paik & Namkung, 1967)

## Systématique et taxinomie
Ce genre a été décrit par Chamberlin et Ivie en 1932 dans les Agelenidae. Il est placé dans les Cybaeidae par Lehtinen en 1967.

## Publication originale
- Chamberlin & Ivie, 1932 : « A review of the North American spiders of the genera Cybaeus and Cybaeina. » Bulletin of the University of Utah, vol. 23, no 2, p. 1-43 (texte intégral).